# Distrito Escolar Independiente de Donna
El Distrito Escolar Independiente de Donna (Donna Independent School District, DISD) es un distrito escolar del Condado de Hidalgo, Texas. Tiene su sede en Donna. Gestiona catorce escuelas primarias, cuatro escuelas medias, dos escuelas preparatorias (high schools), tres escuelas alternativas. En 2014, el DISD tenía 15.276 estudiantes.
El primero de enero de 2014, el presidente del consejo escolar de Donna ISD, Alfredo Lugo, se suicidó.
En 2014, el FBI acusado tres "politiqueras" de comprar votos en una elección del consejo escolar de Donna ISD.